# Tetraulax albovittipennis
Tetraulax albovittipennis är en skalbaggsart som beskrevs av Stefan von Breuning 1961. Tetraulax albovittipennis ingår i släktet Tetraulax och familjen långhorningar. Inga underarter finns listade i Catalogue of Life.